# Gamedec (gra komputerowa)
Gamedec – przygodowa gra komputerowa typu wskaż i kliknij w klimacie cyberpunka stworzona przez katowickie Anshar Studios, która jest oparta na sadze książek Marcina Przybyłka, który brał również udział w powstawaniu gry.

## Opis i fabuła
Akcja gry dzieje się w 2199 roku w Warszawie (w grze znanej jako Warsaw City), gdzie miasto na przestrzeni lat stało się potężną metropolią, a mieszkańcy większość swego czasu spędzają w wirtualnym świecie (wirtualium), niż w realnym (realium). Nowa Warszawa jest pełna wielkich mega drapaczy chmur, które są podzielone na trzy sektory: 
- High city – Sektor w którym mieszka burżuazja i bogaci ludzie. W najwyższej części Warszawy swe siedziby mają wielkie korporacje, a dzięki wystarczającej ilości słońca rozwijają się w nim kurorty i ośrodki rehabilitacyjne.
- Low city – Sektor w którym żyją mniej zamożni mieszkańcy oraz rozwija się na masową skalę szara strefa i różnorakie subkultury. Kradzieże, handel narkotykami i prostytucja są na porządku dziennym
- Under city – Opuszczona strefa pełna pustostanów starej Warszawy na której mieszkają dzicy lokatorzy, a roboty wyburzeniowe różnych korporacji rozbierają cały czas budynki starego miasta. W tym sektorze żyją też różnorakie zmutowane zwierzęta powstałe na skutek różnorakich eksperymentów lub odpadów z wyższej części Warsaw City.

W grze wcielamy się w Gamedeca - osobę zajmującą się zwalczaniem przestępstw w wirtualnych grach i światach. Naszym celem jest rozwiązanie części z nich na przestrzeni gry.
Na początku gry tworzymy postać wybierając płeć męską lub żeńską oraz nadajemy jej imię, a następnie wybieramy miejsce zamieszkania w jednym z sektorów (Low city lub High city). Główną rolę odgrywają dialogi, które kształtują przebieg gry, a także zagadki i badanie spraw poprzez dedukcję, dzięki której sprawdzamy kilka możliwych scenariuszy przebiegu wydarzeń jakie zaszły wcześniej. W zależności od naszych decyzji każda z opcji zmienia zakończenie gry.